# جون هيلر
جون هيلر هو لاعب كرة قاعدة كندي، ولد في 8 أبريل 1943 في تورونتو في كندا.

## وصلات خارجية
- جون هيلر على موقعبيزبول رفرنس.كوم (الدوري الرئيسي) (الإنجليزية)
- جون هيلر على موقعبيزبول رفرنس.كوم (الدوري الثانوي) (الإنجليزية)
- جون هيلر على موقع قاعة كندا للمشاهير الرياضية (الإنجليزية)
- جون هيلر على موقع قاعة أونتاريو للمشاهير الرياضية (مؤرشف) (الإنجليزية)